# Heaven (chanson des Rolling Stones)
Pour les articles homonymes, voir Heaven.
Pistes de Tattoo You
Tops No Use in Crying
Heaven est une chanson du groupe de rock britannique The Rolling Stones parue le 24 août 1981 sur l'album Tattoo You.

## Enregistrement
Heaven est l'une des deux chansons de l'album qui ont été intégralement enregistrées pour l'album (l'autre étant Neighbours), les autres proviennent des sessions d'enregistrement des albums précédents.
Enregistré entre octobre et novembre 1980 et avril et juin 1981 aux studios Pathé Marconi à Paris et aux studios Atlantic à New York après la sortie de l'album Emotional Rescue, la chanson comporte une programmation rythmique non conventionnelle pour une chanson de groupe.

## Personnel
Crédités, :
- Mick Jagger: chant, guitare électrique
- Charlie Watts: batterie
- Bill Wyman: guitare électrique, basse, synthétiseur
- Chris Kimsey: piano